# Трговина људима у Индонезији
Индонезија је земља порекла, транзита и одредишта за жене, децу и мушкарце којима се тргује у сврху комерцијалне сексуалне експлоатације и присилног рада. Највећа претња трговине људима, са којом се суочавају индонежани, је она коју представљају услови присилног рада и дужничког ропства у развијенијим азијским земљама и на Блиском истоку.

## Преглед у 2008. години
Влада је престала да дозвољава индонежанским женама да путују у Јапан и Јужну Кореју као „културни извођачи“, да би сузбила праксу која је довела до трговине жртвама ради комерцијалне сексуалне експлоатације. Међутим, 2007. године трговци људима су све више користили лажне документе, укључујући пасоше, да би добили туристичке визе за жене и девојке које су касније приморане на проституцију у Јапану, кроз незакониту експлоатацију дугова за регрутацију од по 20.000 долара. Трговина младим девојкама на Тајван ради удаје, углавном из Западног Калимантана, и даље је присутна. Трговци људима користе лажне дозволе за брак и другу лажну документацију како би добили визе и након тога приморали жене и девојке на проституцију. Женама из континенталне Кине, Тајланда и источне Европе је трговано у Индонезију ради комерцијалне сексуалне експлоатације, иако је тај број мали у поређењу са бројем Индонежана којима се тргује у ту сврху.
Значајан број индонежанских мушкараца и жена који сваке године мигрирају у иностранство да би радили у грађевинарству, пољопривреди и производњи подвргнут је условима присилног рада или дужничког ропства у Малезији, Саудијској Арабији, Ираку, Сингапуру, Тајвану, Хонгуконгу, Уједињеним Арапским Емиратима, Јордану, Кувајту, Катару, Сирији, Француској, Белгији, Немачкој и Холандији. Малезија и Саудијска Арабија су главне дестинације за легалне и илегалне индонежанске раднике којима се тргује ради кућног ропства, комерцијалне сексуалне експлоатације и присилног рада.
Неке компаније за запошљавање радиле су слично као и ланци трговине људима, мамећи раднике у дужничко ропство, присилно ропство и друге ситуације трговине људима. Неки радници, често жене које намеравају да емигрирају, ушле су у ситуације налик на трговину људима током покушаја да нађу посао у иностранству преко лиценцираних и нелиценцираних компанија за запошљавање. Ови радници, који запошљавају раднике, наплаћују радницима високе провизије, до 3.000 долара, које нису регулисане индонежанским законом и често захтевају од радника да се задужују, остављајући их у неким случајевима рањивим на ситуације дужничког ропства. Компаније за запошљавање су такође ускратиле документа неким радницима и затворили их у центре за задржавање, понекад на периоде од више месеци. Неке компаније су такође користиле претње насиљем како би задржале контролу над потенцијалним радницима мигрантима. Агенције за запошљавање рутински су фалсификовали датуме рођења, како би се пријавили за пасоше и документе радника. Овакав рад често укључује и децу.
Унутрашња трговина људима је значајан проблем у Индонезији, са женама и децом који се експлоатишу у кућном ропству, комерцијалној сексуалној експлоатацији, руралној пољопривреди, рударству, рибарству и кућној радиности. Жене и девојке се тргују у комерцијалну сексуалну експлоатацију у Малезији, Сингапуру и широм Индонезије. Индонежане регрутују са понудама за посао у ресторанима, фабрикама или као домаћице, а затим се приморавају на трговину сексом. Младим женама и девојкама се тргује широм Индонезије и преко острва Ријау, Калимантана и Сулавесија у Малезију и Сингапуру. Малезијци и Сингапурци чине највећи број сексуалних туриста, а острва Ријау и околна подручја воде „економију проституције“, према локалним званичницима. Сексуални туризам је раширен у већини урбаних средина и туристичких дестинација.
Билатерални меморандум о разумевању између индонежанске и малезијске владе из 2006. године, који регулише запошљавање око милион индонежанских радника у домаћинству у Малезији, није успео да обезбеди адекватну заштиту индонежанским радницима мигрантима и експлицитно је подржао праксу која се широко сматра потенцијалним олакшивачем принудног рада - право малезијских послодаваца да поседују пасоше индонежанских радника. Овај споразум није измењен, тако да нуди заштиту од услова присилног рада.
Влада Индонезије не поштује у потпуности минималне стандарде за елиминацију трговине људима. Међутим, улаже значајне напоре да то учини. Иако је влада постигла јасан напредак у привођењу правди преступника трговине људима, делимично кроз коришћење свог новог закона о борби против трговине људима, изражена слабост је била неуспех да се обузда пракса трговине људима великих размера, лиценцираних и нелиценцираних индонежанских агенција за рад. Индонезија има највећи проблем трговине људима у региону, са стотинама хиљада жртава трговине људима, и има углавном непроверен проблем саучесништва јавних званичника у вези са трговином људима.
Индонезија је ратификовала Протокол УН-а о трговини људима из 2000. године у септембру 2009. године.
Канцеларија америчког Стејт департмента за праћење и борбу против трговине људима ставила је земљу у „Ниво 2“ 2017. и 2023. године.
У 2023. години, Индекс организованог криминала дао је земљи оцену 7,5 од 10 за трговину људима, примећујући повећање обима злочина и посебну рањивост Мјанмара који живе у земљи.

## Трговина сексом
Трговина сексом у Индонезији је чест проблем. Индонежанске и стране жене и девојке су приморане на проституцију у јавним кућама и физички и психички злостављане.

## Кривично гоњење
Индонежанска влада је показала повећане напоре у борби против трговине људима у сврху комерцијалне сексуалне експлоатације 2007. године и имплементације свог свеобухватног закона о борби против трговине људима из априла 2007. године. Тим новим законом Индонезија забрањује све облике трговине људима, прописује казне од три до 15 година затвора. Ове казне су сразмерне онима које су прописане за друга тешка кривична дела, као што је силовање. Полиција и тужиоци су почели да користе нови закон о борби против трговине људима током извештајног периода, међутим, други закони су и даље коришћени у случајевима који чекају широку примену новог закона. Напори органа за спровођење закона против трговаца људима повећани су у 2007. у односу на 2006. годину. Хапшења су порасла за 77 процената, са 142 на 252, кривична гоњења су порасла за 94 процента, са 56 на 109, а осуде су порасле за 27 процената, са 36 на 46. Ови органи за спровођење закона акције су углавном били против трговаца људима ради комерцијалне сексуалне експлоатације. Просечна казна изречена осуђеним преступницима трговине људима била је 45 месеци.
Полиција је крајем 2007. године сарађивала са Министарством за радну снагу да би затворила компанију која је трговала радницима, спасила више од стотину особа, укључујући децу, и ухапсила особље под оптужбом за фалсификовање докумената. Радна група националне полиције за борбу против трговине људима радила је са локалном полицијом, Министарством радне снаге, Агенцијом за заштиту радника миграната, имиграцијом, Министарством иностраних послова и невладиним организацијама на затварању неколико великих синдиката трговине људима. Операција Цвет, која је почела у марту 2007. године, била је усмерена на децу жртве трговине људима, првенствено у комерцијалној сексуалној експлоатацији. Ова операција је затворила велике синдикате у четвртима црвених рефлектора у Џакарти, острвима Ријау, Централној и Западној Јави и другде, ухапсивши десетине макроа и спасивши десетине деце. Одвојено, локална полиција на Северној Суматри, Јужном Сулавесију, Балију, Ломбоку и Западном Калимантану разбила је синдикате трговине људима. Неки појединачни припадници безбедносних снага су наводно учествовали у трговини људима или су јој омогућавали, посебно пружањем заштите борделима и проституцији у дискотекама, караоке баровима и хотелима, или примањем мита. У Соронгу, Папуа, локална полиција је наводно поштовала дужничко ропство малолетних девојака проституисаних у локалним борделима као легитимне уговоре о раду и обавезала се да ће спроводити ове услове. Иако је полиција у другим деловима земље често знала за децу у комерцијалној сексуалној експлоатацији или другим ситуацијама трговине људима, она често није интервенисала да заштити жртве или ухапси вероватне трговце људима без конкретних притужби које су поднеле треће стране.
У 2007. години, неколико високих службеника за спровођење закона саучесника у трговини људима је под истрагом због корупције, укорено или премештено на „мање осетљива” места. Није било извештаја о томе да су индонежанске безбедносне снаге кривично гониле или кажњавале своје припаднике због умешаности у проституцију или друге активности везане за трговину људима. Национална полиција је известила да је ухапсила и кривично гонила најмање три службеника за имиграцију на кључним транзитним местима. У мају 2007. године, бивши генерални конзул у Џохор Бахруу у Малезији проглашен је кривим за корупцију, због превисоких трошкова пасоша, и осуђен на две године затвора. У јануару 2008. године, бивши индонежански амбасадор у Малезији осуђен је на 30 месеци затвора због корупције у прикупљању такси за исправе о миграцији. Тужилачки тим Комисије за искорењивање корупције подигао је оптужницу против бившег високог званичника Министарства за запошљавање и садашњег званичника Манповера за корупцију у вези са ревизијом средстава за стране раднике у Индонезији. Обојица се суочавају са по 20 година затвора.

## Заштита
Индонезија је показала напредак на националном и локалном нивоу у заштити жртава трговине људима у Индонезији и иностранству, међутим, доступне услуге за жртве и даље су преплављене великим бројем жртава. Политика Индонезије није да приводи или затвара жртве трговине људима. Полицијска примена ове политике варира у пракси. Локална полиција је често хапсила жене и децу у проституцији, укључујући жртве трговине људима, које су деловале ван признатих зона проституције, под оптужбом за кршење јавног реда. Влада подстиче жртве да помогну у истрази и кривичном гоњењу случајева трговине људима. Власти су наставиле да прикупљају и депортују мали број страних жена које се баве проституцијом, без утврђивања да ли су биле жртве трговине људима. Министарство спољних послова управљало је склоништима за жртве трговине људима и раднике мигранте у својим амбасадама и конзулатима у иностранству. Ове дипломатске установе су 2007. године пружиле уточиште хиљадама индонежанских држављана, укључујући жртве трговине људима. Управа Министарства за социјална питања и социјалну помоћ жртвама насиља и радницима мигрантима помагала је жртвама које су се враћале из иностранства, пружањем медицинске неге и рехабилитације. Влада пружа одређену помоћ, укључујући ограничену медицинску помоћ, склониште и финансијску помоћ својим репатрираним држављанима који су били жртве трговине људима. Индонежанска влада је обезбедила одређена финансијска средства домаћим невладиним организацијама и групама цивилног друштва које су подржавале услуге за жртве трговине људима. Рад на довршавању националних смерница за услуге жртвама трговине људима, кроз још једну ревизију Стандардних оперативних процедура за повратак, опоравак и реинтеграцију жртава трговине људима и нову уредбу о стандардним минималним услугама, постигао је мали напредак након усвајања закона о борби против трговине људима.

## Превенција
Индонежанска влада је наставила са напорима да унапреди свест и спречи трговину људима. Влада је наставила сарадњу са бројним невладиним и међународним организацијама, у настојањима да се подигне свест и спречи трговина људима. 2007. године, влада провинције Источна Јава је сарађивала са невладиним организацијама, да би формулисале смернице о томе како се носити са случајевима трговине људима. Удружење за правну помоћ провинције Нуса Тенгара Барат пружило је помоћ за пет села у источном Ломбоку, како би помогло у формулисању сеоских прописа у вези са регрутовањем радника миграната. Одељење за верска питања Северног Сулавесија основало је саветовалиште 2007. године за пружање верског саветовања жртвама трговине људима и онима који су у опасности. Медијско покривање трговине људима, како домаћи тако и међународни, проширено је националним телевизијама, радијем и штампаним медијима, као и локалним новинама које рутински покривају случајеве трговине људима. Влада Индонезије још није формирала националну радну групу за борбу против трговине људима, иако она има мандат. Влада такође није успела да изради други Национални акциони план за борбу против трговине људима, упркос чињеници да је први Национални акциони план Индонезије истекао крајем децембра 2007. године, Осим повремених рација на јавне куће или фронте за проституцију, нема пријављене активности за смањење потражње комерцијалних сексуалних односа. Није било кампања подизања свести јавности о смањењу потражње за комерцијалним сексуалним односима или сексуалним туризмом. Међутим, Индонезија је сарађивала са Аустралијом у истрагама о аустралијским држављанима који су виктимизирали децу због дечијег сексуалног туризма на Балију. Индонежанска полиција је на сличан начин активно сарађивала са америчком полицијом у хапшењу и протеривању америчких педофила који су сексуално злостављали децу. Индонежанске снаге безбедности које учествују у мировним иницијативама у иностранству прошле су обуку о сексуалној експлоатацији и трговини људима пре распоређивања.